# Nathan Fernandes
Nathan Ribeiro Fernandes (Campos dos Goytacazes, Río de Janeiro, 16 de febrero de 2005) es un futbolista brasileño. Juega de extremo por ambas bandas y su equipo actual es el Botafogo de Futebol e Regatas de la Serie A de Brasil.

## Trayectoria
Debutó como profesional el 27 de mayo de 2023, el entrenador Renato Gaúcho lo hizo ingresar al minuto 85 para enfrentar a Athletico Paranaense en el Estadio Joaquim Américo Guimarães ante más de 25900 espectadores y ganaron 1-2.
En su primera temporada como profesional jugó 11 partidos, convirtió 1 gol y brindó 1 asistencia, su equipo finalizó el torneo en segundo lugar del campeonato brasilero con Luis Suárez como figura. Durante 2024 tuvo más rodaje, totalizó 39 partidos, colaboró con 3 goles y 1 asistencia.
Durante febrero de 2025, fue fichado por Botafogo, firmó contrato hasta finales de 2029.

## Selección nacional
Nathan ha sido parte de la selección de Brasil en la categoría sub-20.
Durante 2022 fue parte del proceso de la sub-20 por primera vez, a pesar de ser 2 años menor que la categoría. En septiembre fue convocado para jugar un cuadrangular amistoso en Uruguay, no tuvo minutos pero lograron ser campeones. Posteriormente no fue confirmado para jugar el Sudamericano Sub-20 de 2023.
En 2024 volvió a ser convocado y entrenó los últimos meses del año, jugó una serie de partidos amistosos contra clubes locales. A finales de diciembre fue confirmado para jugar el Sudamericano Sub-20 de 2025.

## Estadísticas

### Clubes
Actualizado al último partido citado el 6 de agosto de 2025.
| Club                        | Div.          | Temporada     | Liga  | Liga  | Liga   | Estatal | Estatal | Estatal | Copas nacionales | Copas nacionales | Copas nacionales | Copas internacionales | Copas internacionales | Copas internacionales | Total | Total | Total  |
| Club                        | Div.          | Temporada     | Part. | Goles | Asist. | Part.   | Goles   | Asist.  | Part.            | Goles            | Asist.           | Part.                 | Goles                 | Asist.                | Part. | Goles | Asist. |
| --------------------------- | ------------- | ------------- | ----- | ----- | ------ | ------- | ------- | ------- | ---------------- | ---------------- | ---------------- | --------------------- | --------------------- | --------------------- | ----- | ----- | ------ |
| Grêmio F. B. P. A. · Brasil | 1.ª           | 2023          | 11    | 1     | 1      | -       | -       | -       | -                | -                | -                | -                     | -                     | -                     | 11    | 1     | 1      |
| Grêmio F. B. P. A. · Brasil | 1.ª           | 2024          | 19    | 0     | 0      | 12      | 2       | 1       | 2                | 0                | 0                | 6                     | 1                     | 0                     | 39    | 3     | 1      |
| Grêmio F. B. P. A. · Brasil | Total club    | Total club    | 30    | 1     | 1      | 12      | 2       | 1       | 2                | 0                | 0                | 6                     | 1                     | 0                     | 50    | 4     | 2      |
| Botafogo F. R. · Brasil     | 1.ª           | 2025          | 9     | 1     | 2      | -       | -       | -       | 3                | 0                | 0                | 2                     | 0                     | 0                     | 14    | 1     | 2      |
| Botafogo F. R. · Brasil     | Total club    | Total club    | 9     | 1     | 2      | 0       | 0       | 0       | 3                | 0                | 0                | 2                     | 0                     | 0                     | 14    | 1     | 2      |
| Total carrera               | Total carrera | Total carrera | 39    | 2     | 3      | 12      | 2       | 1       | 5                | 0                | 0                | 8                     | 1                     | 0                     | 64    | 5     | 4      |
| 1. 2.                       |               |               |       |       |        |         |         |         |                  |                  |                  |                       |                       |                       |       |       |        |

### Selección
Actualizado al último partido citado el 16 de febrero de 2025.
| Selección         | Temporada         | Continental | Continental | Continental | Mundial | Mundial | Mundial | Amistosos | Amistosos | Amistosos | Total | Total | Total  |
| Selección         | Temporada         | Part.       | Goles       | Asist.      | Part.   | Goles   | Asist.  | Part.     | Goles     | Asist.    | Part. | Goles | Asist. |
| ----------------- | ----------------- | ----------- | ----------- | ----------- | ------- | ------- | ------- | --------- | --------- | --------- | ----- | ----- | ------ |
| Sub-20 · Brasil   | 2022              | —           | —           | —           | —       | —       | —       | 0         | 0         | 0         | 0     | 0     | 0      |
| Sub-20 · Brasil   | 2025              | 5           | 0           | 0           | -       | -       | -       | 0         | 0         | 0         | 5     | 0     | 0      |
| Sub-20 · Brasil   | Total sel.        | 5           | 0           | 0           | 0       | 0       | 0       | 0         | 0         | 0         | 5     | 0     | 0      |
| Total selecciones | Total selecciones | 5           | 0           | 0           | 0       | 0       | 0       | 0         | 0         | 0         | 5     | 0     | 0      |
| 1.                |                   |             |             |             |         |         |         |           |           |           |       |       |        |

## Palmarés

### Títulos internacionales
| Título                         | Equipo              | País      | Año  |
| ------------------------------ | ------------------- | --------- | ---- |
| Campeonato Sudamericano Sub-20 | Selección de Brasil | Venezuela | 2025 |

### Títulos estatales
| Título            | Equipo             | País   | Año  |
| ----------------- | ------------------ | ------ | ---- |
| Campeonato Gaúcho | Grêmio F. B. P. A. | Brasil | 2023 |